# Sevda Asenova
Sevda Asenova est une boxeuse bulgare née le 5 janvier 1985 à Roussé.

## Carrière
Aux championnats d'Europe féminins de Sofia en 2016, elle remporte la médaille d'or dans la catégorie des moins de 48 kg.
Elle est médaillée d'argent dans cette même catégorie aux championnats d'Europe de Sofia en 2018.
Elle est médaillée de bronze dans cette même catégorie aux championnats du monde d'Istanbul en 2022.